# Nigramma albomixta
Nigramma albomixta là một loài bướm đêm trong họ Noctuidae.